# Alyssum magicum
Alyssum magicum är en korsblommig växtart som beskrevs av Cheng Hsi An. Alyssum magicum ingår i släktet stenörter, och familjen korsblommiga växter. Inga underarter finns listade i Catalogue of Life.